# Phoroncidia hankiewiczi
Phoroncidia hankiewiczi là một loài nhện trong họ Theridiidae.
Loài này thuộc chi Phoroncidia. Phoroncidia hankiewiczi được Wladislaus Kulczynski miêu tả năm 1911.